# John Pool
John Pool (Elizabeth City, 1826. június 16. – Washington, 1884. augusztus 16.) az Amerikai Egyesült Államok szenátora (Észak-Karolina, 1868–1873).